# Tonje Lerstad
Tonje Haug Lerstad (* 9. Oktober 1996 in Trondheim, Norwegen) ist eine norwegische Handballspielerin, die für den französischen Erstligisten Entente Sportive Bisontine Féminin aufläuft.

## Karriere

### Im Verein
Lerstad lief für den aus ihrer Geburtsstadt kommenden Verein Byåsen IL auf, mit dem sie in der höchsten norwegischen Spielklasse antrat. Als Byåsen aufgrund finanzieller Schwierigkeiten die Gehälter nicht zahlen konnte, verließ sie im Dezember 2018 den Verein und schloss sich dem Ligakonkurrenten Molde HK an. Nach dem Saisonende 2018/19 wechselte die Torhüterin zu Storhamar Håndball. Um mehr Spielanteile zu erhalten, entschloss sie sich im Jahr 2021 zum Ligakonkurrenten Sola HK zu wechseln. Im Juni 2022 gewann sie mit der Mannschaft von Ullern die norwegische Beachhandballmeisterschaft. Seit der Saison 2022/23 steht sie beim französischen Erstligisten Entente Sportive Bisontine Féminin unter Vertrag.

### In Auswahlmannschaften
Lerstad bestritt 34 Länderspiele für die norwegische Jugendauswahl sowie 29 Länderspiele für die norwegische Juniorinnenauswahl. Mit diesen Auswahlmannschaften nahm sie an der U-17-Europameisterschaft 2013, an der U-18-Weltmeisterschaft 2014, an der U-19-Europameisterschaft 2015 und an der U-20-Weltmeisterschaft 2016 teil. Bei der U-19-Europameisterschaft 2015 wurde Lerstad in das All-Star-Team berufen.
Lerstad bestritt am 7. Oktober 2016 ihre erste Partien für die norwegische B-Nationalmannschaft, für die sie bislang acht Mal auflief. Am 15. Juni 2021 gab sie ihr Debüt für die norwegische A-Nationalmannschaft. Lerstad belegte mit der norwegischen Beachhandball-Nationalmannschaft den vierten Platz bei der Beachhandball-Europameisterschaft 2021. Im darauffolgenden Jahr nahm sie an den World Games teil und gewann die Silbermedaille.